# Estación Uchiko

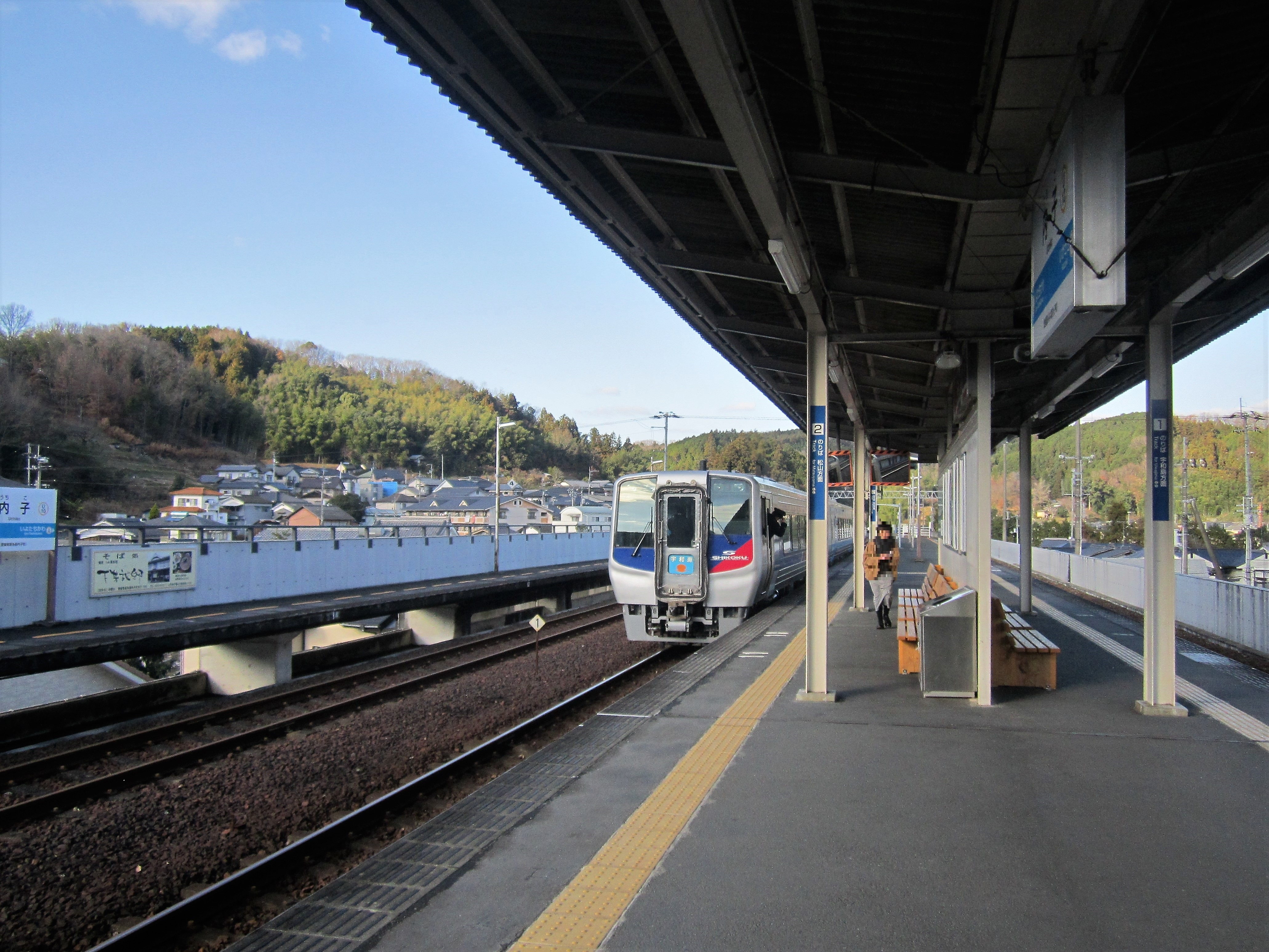
Andén de la estación de Uchiko en 2019

La estación Uchiko (内子駅 Uchiko-eki?) es una estación de la línea Yosan de la Japan Railways que se encuentra en el pueblo de Uchiko del distrito de Kita de la prefectura de Ehime. El código de estación es el "U10".

## Estación de pasajeros
Cuenta con dos plataformas, una plataforma con vías a ambos lados (andenes 1 y 2) y otra plataforma con vías de un solo lado (andén 3). 
Es una estación elevada que cuenta con personal y con expendedoras automáticas de boletos.
La estación posee un local de ventas de pasajes de la Japan Railways hacia cualquier estación de Japón. Además hay varios locales comerciales, entre los que se destaca la agencia de viajes de la Japan Railways.

### Andenes
Todos los servicios rápidos que se dirigen hacia la ciudad de Uwajima parten del andén 1, y los que se dirigen a la ciudad de Matsuyama lo hacen desde el andén 2. El andén 3 se utiliza principalmente para permitir el sobrepaso a los servicios rápidos.
| 1 | ● Línea Yosan | Hacia Ōzu, Yawatahama y Uwajima (incluye todos los servicios rápidos)            |
| 2 | ● Línea Yosan | Hacia Iyo, Matsuyama, Takamatsu y Okayama. (incluye todos los servicios rápidos) |
| 3 | ● Línea Yosan | Hacia Ōzu, Yawatahama y Uwajima (solo algunos servicios comunes)                 |
| 3 | ● Línea Yosan | Hacia Iyo y Matsuyama (solo algunos servicios comunes)                           |

## Alrededores de la estación
- Ayuntamiento del pueblo de Uchiko dependencia Uchiko
- Fuji
- Intercambiador Uchiko Ikazaki de la autovía de Matsuyama

## Historia
- 1920: el 1° de mayo es inaugurada por Ferrocarril Ehime (愛媛鉄道 Ehime-tetsudō?).
- 1933: el 1° de octubre el Ferrocarril Ehime es estatizado con el nombre de línea Ehime.
- 1935: el 6 de octubre el ancho de vía la línea Ehime (que desde la época del Ferrocarril Ehime era de 762 mm) pasa a ser de 1.067 mm.
- 1986: el 3 de marzo se inaugura el nuevo ramal de la línea Yosan, trasladándose la estación a su ubicación actual.
- 1987: el 1° de abril pasa a ser una estación de la división Ferrocarriles de Pasajeros de Shikoku de la Japan Railways.
- 1988: en junio la línea principal Yosan vuelve a ser simplemente línea Yosan.

## Estación anterior y posterior
- Línea Yosan
  - Estación Iyotachikawa (U09)  <<  Estación Uchiko (U10)  >>  Estación Ikazaki (U11)